# Jacques Cuinières
Jacques Cuinières, né le 26 mars 1943 au Pont-Chrétien-Chabenet et mort le 8 février 2020 à Montluçon,, est un journaliste et photographe, collaborateur à L'Aurore de 1960 à 1980, au Quotidien de Paris (Groupe Quotidien) de 1980 à 1989 et au Figaro de 1989 à 2003.

## Ouvrages
- Une semaine à Colombey - Général De Gaulle Collectif :Textes de Michel Radenac, maquette de Jean-Claude Brugeron, Photographies de Jacques Mouret, Jean-Pierre Tartrat, Jacques Cuinières et les agences GAMMA et AFP. (1971).
- Rudolf Noureev, les images d'une vie, Ed. Verlhac, 2008  (ISBN 2916954104)